# Cathédrale de Melfi
La cathédrale de Melfi est une église catholique romaine de Melfi, en Italie. Il s'agit de la cathédrale du diocèse de Melfi-Rapolla-Venosa.